# A Different Corner
Vous lisez un « article de qualité » labellisé en 2020.
Singles de George Michael
Careless Whisper
(1984) I Knew You Were Waiting (For Me)
(1987)
A Different Corner est la deuxième chanson en solo de George Michael. Le chanteur britannique l'a lui-même composée, arrangée et produite pour sa sortie en single en mars 1986 au Royaume-Uni, sous le label discographique Epic. Ce morceau apparaît ensuite sur les deux derniers albums de son groupe Wham! pendant l'été 1986 : The Final et Music from the Edge of Heaven.
Tout comme son premier succès Careless Whisper deux ans plus tôt, cette ballade est devenue un morceau incontournable du répertoire pop de son interprète. Elle raconte l'histoire d'une séparation amoureuse et s'inspire d'une situation personnelle douloureuse. Le public l'a reçue très favorablement puisqu'elle s'est classée no 1 dans les hit-parades de plusieurs pays, notamment le Royaume-Uni et le Canada.
Son clip en noir et blanc, dont l'esthétique épurée est l'œuvre du directeur de la photographie David Watkin, a permis au chanteur de se donner une image plus mature au moment où il quitte son groupe et prépare la conception de son premier album Faith, sorti en 1987. A Different Corner a souvent été reprise par d'autres artistes, notamment Chris Martin, leader du groupe Coldplay, à l'occasion d'un hommage posthume en 2017.

## Genèse
En juillet 1984, George Michael remporte un important succès avec sa première chanson en solo Careless Whisper, tout en continuant d'être auréolé par la popularité de son groupe Wham! dont l'album Make It Big domine les hit-parades britanniques et américains durant cette période aux côtés de Madonna ou Bruce Springsteen. Mais après sa tournée mondiale, de décembre 1984 à septembre 1985, George Michael se consacre davantage à des projets personnels et collabore notamment avec Elton John. Ses relations avec ses managers Simon Napier-Bell et Jazz Summers se dégradent en raison de désaccords commerciaux,, alors même que le nouveau single de Wham! I'm Your Man est reçu très favorablement par le public à l'automne 1985,. Le groupe envisage finalement sa dissolution à la fin de l'année 1985 : « Quand j'ai décidé de nous séparer avec Andrew, j'étais au milieu d'une très grosse dépression. Je connaissais à ce moment-là des problèmes personnels, j'étais en train de vivre une rupture amoureuse et j'étais plutôt pessimiste concernant l'avenir de Wham!. Je me sentais piégé par beaucoup de choses en fait. »
La création musicale devient alors un geste expiatoire et thérapeutique. Ainsi, George Michael sort un nouveau titre de circonstance intitulé A Different Corner. En 2014, le chanteur sous-entend qu'il aurait commencé à l'écrire à sa majorité, c'est-à-dire vers l'année 1981, en même temps que Careless Whisper : « Je pense que l'on peut dire que A Different Corner est vraiment la complainte d'un homme dont le cœur a été brisé. J'avais environ dix-neuf ans et la meilleure critique que j'ai entendue sur ma chanson venait d'un ami qui m'a dit : "c'est beau, assez désabusé, mais beau". » En 1986, les problèmes sentimentaux de George Michael l'amènent à reprendre son écriture et à s'impliquer émotionnellement dans son interprétation vocale : « C'est la première fois que je mets autant d'expérience personnelle et d'émotion dans une chanson. […] À l'inverse, Careless Whisper ne m'a jamais vraiment autant touché. » La chanson sort en single au mois de mars 1986 au Royaume-Uni sous le label Epic avec une version instrumentale en face B. Elle est également intégrée dans le dernier album du groupe The Final en juin 1986, sorti en Amérique du Nord et au Japon au mois de juillet sous le titre Music from the Edge of Heaven avec davantage de titres inédits et une version longue de A Different Corner. Malgré ses difficultés personnelles, George Michael souhaitait soigner la fin cette aventure collective : « Au cours de l'enregistrement de notre dernier EP, j'étais très déprimé, mais il n'était pas question de revenir en arrière. […] J'en arrivai à la conclusion que la meilleure preuve à donner au public était un très bon disque et un excellent concert. »

## Description

### Musique
George Michael enregistre son morceau seul en studio à Paris en jouant de tous les instruments,. Comme pour son précédent single Careless Whisper, il compose une ballade au tempo modéré de 100 battements par minute, en sol majeur,. La chanson, dans sa version longue, s'ouvre sur la mélodie d'un synthétiseur. Celle-ci revient ensuite en cadence, tout en étant associée à d'autres airs de claviers, notamment du piano. Un interlude musical avec un accompagnement à la guitare crée une rupture entre les trois premiers couplets et les quatre derniers, le titre ne possédant aucun refrain,. La gamme vocale du chanteur se situe entre les notes ré3 et sol4, passant progressivement d'« un murmure désespéré à un cri de douleur » selon son biographe Rob Jovanovic,. En 2014, le producteur Phil Ramone imagine des arrangements pour orchestre dans une version live sortie sur l'album Symphonica.

### Paroles

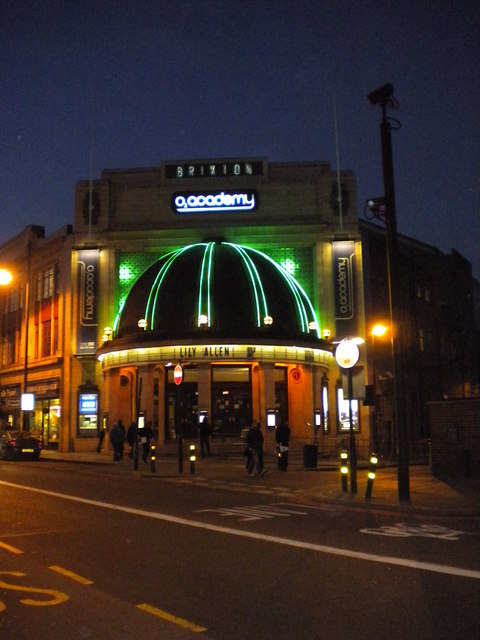
Le 23 juin 1986, Wham! se produit sur la scène de la Brixton Academy à Londres (ci-dessus, en 2009), et George Michael y interprète pour la première fois son titre en concert.

Avant que Wham! ne se sépare et ne joue son dernier concert devant 72 000 personnes au stade de Wembley, le groupe se produit les 23 et 24 juin 1986 dans une salle de concert londonienne appelée Brixton Academy. Au moment de chanter A Different Corner, George Michael indique au public qu'il s'agit d'un morceau profondément sincère. En effet, son single est dédié au souvenir d'une personne anonyme (« to a memory »), probablement liée à cette précédente rupture qui l'a beaucoup affecté,. La chanson parle effectivement d'une histoire d'amour passionnelle avec mélancolie (« I'd say love was a magical thing / I'd say love would keep us from pain », en français : « Je pensais que l'amour était une chose magique / Je pensais qu'il pouvait nous protéger de la douleur »). Même si cette liaison a été de très courte durée, la séparation a littéralement désemparé le partenaire qui s'exprime (« I don't understand it, for you it's a breeze / Little by little you've brought me to my knees », en français : « Je ne comprends pas, pour toi c'était juste une histoire de passage / Petit à petit, tu m'as complètement accablé »). Il se demande finalement si cela valait la peine de se mettre en couple (« Take me back in time maybe I can forget / Turn a different corner and we never would have met / Would you care? », en français : « Et si je remontais le temps, peut-être pourrais-je t'oublier / En prenant un autre chemin, nous ne nous serions jamais rencontrés / Est-ce que cela te laisserait indifférent(e) ? »). À la fin de la chanson, l'interprète a même l'impression de n'avoir été qu'un pantin (« And if all that there is this fear of being used / I should go back to being lonely and confused / If I could, I would, I swear », en français : « Et si tout ce que je devais retenir c'était cette crainte d'avoir été manipulé / Alors je ferais mieux de retourner dans ma solitude et ma torpeur / Si seulement je pouvais, je le ferais, je le jure »). Le lien entre cette chanson et la vie de son auteur est très étroit, puisque George Michael explique lui-même avoir puisé son inspiration dans une relation où sa vie amoureuse et sa vie médiatique devenaient incompatibles,.

## Réception

### Accueil de la presse
En 1986, le journaliste David Fricke publie une critique de l'album Music from the Edge of Heaven dans le magazine américain Rolling Stone. Lorsque ce dernier évoque A Different Corner, il parle d'une ballade où George Michael « enveloppe ses doux murmures d'une nuée de synthétiseurs ». Après la mort du chanteur, certains médias continuent de l'évoquer comme un titre important de sa carrière. En 2016, sur le site internet Inquisitr, le journaliste Daryl Deino explique que ses deux premiers succès en solo lui ont permis d'être apprécié par un public plus mature (« adult contemporary »), alors qu'il faisait toujours partie d'un groupe pour adolescent(e)s. Sur Pitchfork en 2018, le critique et musicien Brad Nelson résume ses impressions en ces termes : « Accompagné par un clip en noir et blanc au style très dépouillé, ce morceau triste et étrange semble insaisissable : les légères notes floconneuses du synthétiseur et la voix de ténor de George Michael s'envolent littéralement dans les airs. Tout en étant sublime et hésitante à la fois, cette mélodie offre des émotions puis les reprend tout doucement, en vous laissant avec une sensation de solitude immense. » En 1987, George Michael évoquera l'amour avec beaucoup plus de confiance et d'aisance dans I Want Your Sex, notamment pour rompre définitivement avec l'image asexuée de son boys band,.

### Accueil commercial
A Different Corner sort en mars 1986 au Royaume-Uni et entre dans le hit-parade britannique le 5 avril 1986 à la 5e place. Elle atteint la 1re place le 13 avril et y reste pendant trois semaines, une première pour un artiste ayant à la fois composé, produit, arrangé et chanté son propre titre,. Le single arrive à la 12e place des meilleures ventes de l'année 1986 au Royaume-Uni, celles-ci sont d'ailleurs estimées dans le pays à environ 550 000 selon la revue Music Week en 2017,. Le dernier album de Wham! The Final remporte lui aussi un franc succès auprès du public britannique, se classant à la 2e position au cours de l'été 1986. A Different Corner est également no 1 en Afrique du Sud, au Canada, en Norvège et aux Pays-Bas à la même période, jusqu'à terminer 3e du classement annuel Nederlandse Top 40,,,,. En Italie, elle atteint la 2e place selon un classement compilé par Germano Ruscitto pour Billboard. Aux États-Unis, elle parvient à la 7e place du Billboard Hot 100 au mois de juin, tandis que l'album Music from the Edge of Heaven se hisse à la 10e place du Billboard 200 au mois d'août,. La société CBS Records, responsable des maisons de disque Epic et Columbia, avait pourtant demandé à George Michael d'inclure sa chanson dans la bande originale du film Top Gun de Tony Scott afin d'accroître ses ventes sur le territoire américain, mais le principal intéressé a refusé. Néanmoins, A Different Corner parvient à figurer dans le classement annuel du Billboard Hot 100 où elle est antépénultième. En France, le titre ne dépasse pas la 16e place du hit-parade. Le morceau continue ensuite d'être exploité commercialement en étant intégré dans deux compilations très populaires du chanteur : Ladies & Gentlemen: The Best of George Michael en 1998 et Twenty Five en 2006,.

## Clip vidéo
Le clip de la chanson est en apparence très sobre : il montre uniquement George Michael dans un décor d'intérieur blanc et pratiquement vide. Cette couleur se retrouve également sur la pochette du single conçue par l'agence Peter Saville Associates et illustrée par une photographie de Trevor Key,. Les images du clip alternent en fondu enchaîné des gros plans sur le visage du chanteur avec des plans d'ensemble tournés à la Louma par le caméraman américain Ken Barrows,. Le tournage s'est justement déroulé en studio au printemps 1986 à Los Angeles, probablement aux Raleigh Studios. Sur le plateau, George Michael a été dirigé par Andy Morahan, avec qui il avait déjà travaillé deux ans auparavant pour Careless Whisper. Le clip de A Different Corner a la particularité d'avoir été tourné en noir et blanc sur une pellicule Kodak Plus-X de format 35 mm. Le travail sur la lumière a été confié au chef-opérateur anglais David Watkin, récompensé à la même époque par l'Oscar de la meilleure photographie pour le film Out of Africa de Sydney Pollack,. Sa participation au clip de George Michael lui permet à nouveau de recevoir le « Prix de la meilleure photographie » lors de la huitième Conférence annuelle du magazine Billboard sur le clip vidéo en novembre 1986. Par ailleurs, selon Tony Parsons, biographe de George Michael, ce clip reflète parfaitement l'atmosphère de la chanson : « Cette vidéo saturée de blanc […] donne l'impression d'avoir été filmée dans un asile psychiatrique ou dans un hôpital. Elle convient bien à cette situation douloureuse où s'exprime une peine de cœur. »

## Interprétations scéniques
George Michael effectue la promotion de cette chanson en l'interprétant dans l'émission britannique Top of the Pops le 17 avril 1986. Il la reprend ensuite sur scène avec Wham!, notamment lors du concert d'adieu du groupe au stade de Wembley à Londres le 28 juin 1986. Au cours de sa carrière solo, George Michael la joue régulièrement en concert, en particulier pendant les tournées Faith World Tour (1988-1989) et 25 Live (2006-2010). Le 5 décembre 1998, il en propose même une version acoustique sur le plateau du talk show britannique de Michael Parkinson,. Pendant la tournée Symphonica (2011-2012), il la reprend cette fois en étant accompagné par un orchestre symphonique. En 2014, cette version live est intégrée dans un album éponyme et son interprétation à l'opéra Garnier de Paris en 2012 est enregistrée pour un programme télévisé de la BBC,. George Michael a toujours éprouvé une émotion particulière en chantant ce titre en public, comme il le révèle dans son autobiographie : « Ma façon de procéder est assez étrange : j'ai compris que ce que je devais faire pour l'interpréter en live, c'était de contrôler mes émotions à un certain niveau de stabilité. En effet, j'avais beau faire tout mon possible pour les contenir, je finissais toujours la chanson au bord des larmes, ce qui pouvait complètement bouleverser ma voix et tout le reste. J'ai alors accepté de laisser entrer mes douloureux souvenirs dans mon interprétation, mais sans jamais qu'ils ne m'emportent, sinon je ne peux plus la chanter. A Different Corner a toujours eu une place un peu spéciale. »

## Reprises

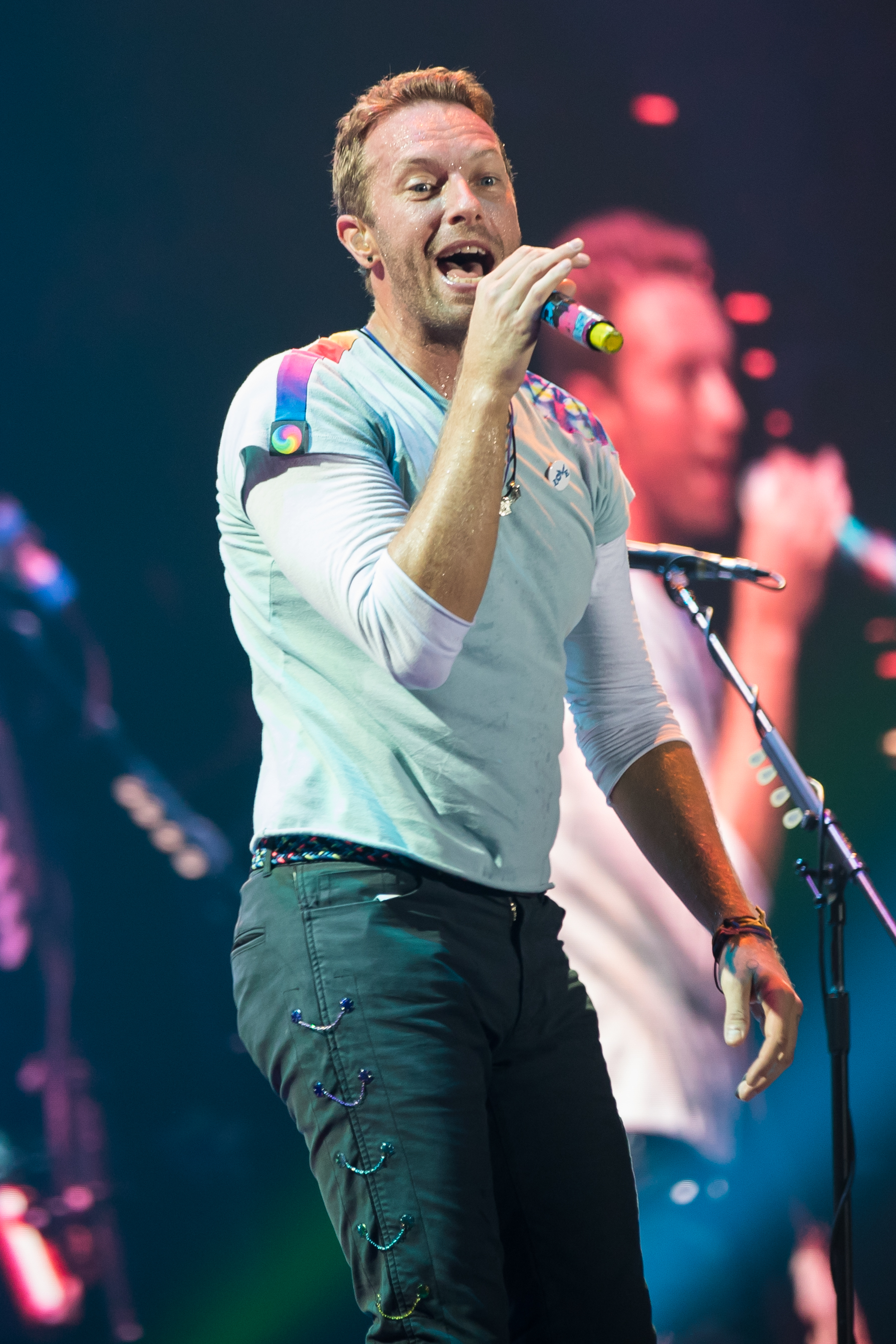
Chris Martin (ci-dessus, en 2017), chanteur du groupe Coldplay, rend hommage à George Michael en reprenant sa chanson quelques mois après sa disparition le 25 décembre 2016.

La reprise la plus marquante a eu lieu à l'occasion d'un hommage à George Michael lors de la 37e cérémonie des Brit Awards diffusée en direct le 22 février 2017 sur la chaîne ITV au Royaume-Uni. Chris Martin, leader du groupe de pop britannique Coldplay, s'est produit sur la scène de l'O2 Arena en faisant un duo virtuel avec le chanteur mort deux mois auparavant,. Toujours pour célébrer la musique de George Michael, la chanteuse Ann Wilson, membre du groupe de rock américain Heart, sort une reprise en septembre 2018 dans un album intitulé Immortal où elle rend hommage à d'autres artistes disparus comme David Bowie ou encore Leonard Cohen,. Elle explique son choix en ces termes : « La première fois que j'ai entendu cette chanson, je dansais un slow avec mon partenaire dans une discothèque pleine à craquer […]. Cette sensation était magique, tout simplement à couper le souffle : les faisceaux colorés des stroboscopes s'évanouissant harmonieusement dans l'air, le tout dans un parfum d'encens, ce qui donnait encore plus de mystère à la scène, sans oublier les deux ou trois verres qui faisaient aussi leur effet dans mes veines. Tout était réuni pour tomber amoureux. […] J'ai imaginé ma reprise de A Different Corner en essayant de peindre à nouveau ce moment : les mots doux murmurés à l'oreille, et ce sentiment de bien-être absolu au milieu des lumières spectrales. Dans ma reprise, j'ai voulu monter ma voix, tout en y ajoutant des éclats plus énergiques, afin de toucher le cœur et l'esprit. Cette version cherche à dégager des ondes positives. »
Certains chanteurs ont parfois choisi de l'interpréter en concert : c'est notamment le cas de Joe McElderry en 2018. Le gagnant de la sixième saison du télé-crochet britannique The X Factor avait d'ailleurs eu la chance de partager la scène avec George Michael pendant la finale de l'émission en 2009 où ils avaient repris ensemble Don't Let the Sun Go Down on Me. Toujours en 2018, le Belge Jasper Steverlinck, fondateur du groupe de rock Arid, en propose une version live pour l'émission de radio flamande Joe,. Par ailleurs, de nombreux interprètes, souvent méconnus du grand public, ont amené la chanson vers d'autres genres musicaux. À la fin des années 1990, le crooner anglais John Barr signe une version plutôt jazz,, et le groupe Kymaera, mené par le guitariste anglais Simon James, en fait un titre new age,. En 2007, Thad Foster et B.E. Mann, tous deux originaires des États-Unis, signent respectivement une version country et reggae,,,. Enfin, en 2015, le DJ grec Mansta en fait un remix avec la participation de l'Américaine Nomi Ruiz au chant,.

## Fiche technique

### Versions
| A. | A Different Corner                | 3:57 |
| B. | A Different Corner (Instrumental) | 4:13 |

| A. | A Different Corner                | 3:57 |
| B. | A Different Corner (Instrumental) | 4:13 |

### Crédits
George Michael est crédité pour toutes les phases de la création : composition, interprétation — au chant et aux instruments —, arrangements et production. Seul Chris Porter est intervenu comme ingénieur du son. Le design du single, agrémenté par les photographies de Trevor Key, est l’œuvre de l’agence Peter Saville Associates.

## Classements et certifications
| Classement (1986)                      | Meilleure position |
| -------------------------------------- | ------------------ |
| Afrique du Sud (Springbok Radio)       | 1                  |
| Allemagne (GfK Entertainment)          | 7                  |
| Australie (Kent Music Report)          | 4                  |
| Autriche (Ö3 Austria Top 40)           | 6                  |
| Belgique (Flandre Ultratop 50 Singles) | 2                  |
| Canada (Adult Contemporary Tracks)     | 2                  |
| Canada (Top Singles)                   | 1                  |
| États-Unis (Adult Contemporary)        | 6                  |
| États-Unis (Hot 100)                   | 7                  |
| France (SNEP)                          | 16                 |
| Irlande (IRMA)                         | 2                  |
| Norvège (VG-lista)                     | 1                  |
| Nouvelle-Zélande (RMNZ)                | 3                  |
| Pays-Bas (Nederlandse Top 40)          | 1                  |
| Pays-Bas (Single Top 100)              | 2                  |
| Royaume-Uni (UK Singles Chart)         | 1                  |
| Suède (Sverigetopplistan)              | 18                 |
| Suisse (Schweizer Hitparade)           | 3                  |

| Classement (1986)                      | Position |
| -------------------------------------- | -------- |
| Allemagne (GfK Entertainment)          | 72       |
| Belgique (Flandre Ultratop 50 Singles) | 8        |
| Canada (Top Singles)                   | 27       |
| États-Unis (Adult Contemporary)        | 48       |
| États-Unis (Hot 100)                   | 98       |
| Pays-Bas (Nederlandse Top 40)          | 3        |
| Pays-Bas (Single Top 100)              | 5        |
| Suisse (Schweizer Hitparade)           | 20       |

| Pays              | Certification | Ventes         |
| ----------------- | ------------- | -------------- |
| Pays-Bas (NVPI)   | Platine       | 100 000 (1986) |
| Royaume-Uni (BPI) | Or            | 550 000 (2017) |